# راک‌وست (آلاباما)
راک‌وست (به انگلیسی: Rockwest) یک منطقهٔ مسکونی در ایالات متحده آمریکا است که در شهرستان ویلکاکس، آلاباما واقع شده‌است. راک‌وست ۳۹٫۰۱ متر بالاتر از سطح دریا واقع شده‌است.